# الرحيل بعيدا
الرحيل بعيداً (بالفرنسية: Un beau dimanche)‏ هو فيلم درامي فرنسي تم إنتاجه في سنة 2013 وهو من إخراج نيكول غارسيا وبطولة لويس بورجوان و بييري روتشيفورت و دومينيك ساندا و ديبورا فرانسوا وماتياس بيزو. تم عرض الفيلم أول مرة في مهرجان تورونتو السينمائي الدولي في سنة 2013.

## القصة
قصة الفيلم تتكلم عن معلم انطوائي إسمه بابتيست من جنوب فرنسا يلتقي بعد فترة بطالب إسمه ماتياس وثم يتعرف على والدته ساندرا التي تعمل في الشاطئ، ساندرا تكون مديونة وتخاف أن يحدث شئ رهيب لها إن لم تدفع ديونها، يقرر بابتيست مساعدتها وبنفس الوقت يكشف الفيلم أقسى الأسرار المؤلمة التي عانى منها بابتيست.

## البطولة
- لويس بورجوان بدور ساندرا
- بييري روتشيفورت بدور بابتيست كامبييري
- دومينيك ساندا بدور لليان كامبييري
- ديبورا فرانسوا بدور إيمانويلي كامبييري
- ماتياس بيزو بدور ماتياس
- إيريك روف بدور جيل كامبييري

## وصلات خارجية
- الرحيل بعيدا على موقع IMDb (الإنجليزية)
- الرحيل بعيدا على موقع روتن توميتوز (الإنجليزية)
- الرحيل بعيدا على موقع نتفليكس (الإنجليزية)
- الرحيل بعيدا على موقع ألو سيني (الفرنسية)
- الرحيل بعيدا على موقع أول موفي (الإنجليزية)
- الرحيل بعيدا على موقع فيلمافينيتي (الإسبانية)
- الرحيل بعيدا على موقع قاعدة بيانات الفيلم (الإنجليزية)
- الرحيل بعيدا على موقع ليتربوكسد (الإنجليزية)
- الرحيل بعيدا على موقع كينوبويسك (الروسية)

- الرحيل بعيداً على قاعدة بيانات الأفلام على الإنترنت